# Фёллесдал, Дагфинн
Дагфинн Фёллесдал (Фёллесдаль) (Dagfinn Føllesdal; род. 22 июня 1932, Ашим, Норвегия) — норвежско-американский философ, феноменолог.
Президент Норвежской академии наук (1993, 1995, 1997), член Норвежской академии, Американской академии искусств и наук, Европейской академии (1989), доктор философии (1961), эмерит-профессор Университета Осло и Стэнфордского университета.

## Биография
С 1950 по 1957 год обучался, в частности математике, в Университете Осло (окончил его как Cand.mag. по математике, механике и астрономии в 1953 году; также занимался там математикой в 1955-1957 годах) и Гёттингенском университете (занимался там математикой в 1954-1955 годах). С 1957 года изучал философию в Гарвардском университете у Куайна, где в 1961 году получил степень доктора философии; затем там же преподавал философию на протяжении трёх лет. После этого возвратился в родную Норвегию и с 1967 по 1999 год, до выхода на пенсию, состоял профессором Университета Осло. Помимо этого с 1968 года также числится профессором Стэнфордского университета, с 1976 года именным профессором (Clarence Irving Lewis Professor) философии. В 1970-е годы его приметил Арчибальд Уилер. Являлся приглашённым профессором Калифорнийского университета в Беркли (1971), Коллеж де Франс (1977), Оклендского университета (1982), Зальцбургского университета (1992, 2001), Франкфуртского университета (1997-1998), Лондонской школы экономики (2002), парижской Высшей нормальной школы (2003), Witten/Herdecke University (2005). С 1970 по 1982 год редактор Journal of Symbolic Logic. Подписал «Предупреждение человечеству» (1992). Автор многих работ, переводившихся в частности на французский, испанский, русский и китайский языки, автор пяти книг, редактор более десятка других, в частности пятитомника «The Philosophy of W.V. Quine».
Награды и отличия
- Forskningsprisen ved Universitetet i Oslo[норв.] (1995)
- Премия Гумбольдта одноимённого фонда (1997)
- Fridtjof Nansens belønning for fremragende forskning[норв.] (2003)
- Почётный доктор Стокгольмского университета (2003)
- Lauener Prize одноимённого фонда (2006)
- Командор ордена Святого Олафа (2009)